# Eduardo Sanguinetti Britos
Eduardo Giordano Sanguinetti Britos es un abogado y político uruguayo perteneciente al Partido Colorado. Actualmente ejerce como ministro de Turismo desde el 11 de marzo de 2024.

## Biografía
Graduado como abogado de la Facultad de Derecho de la Universidad de la República, obtuvo una maestría en Derecho y un posgrado en Derecho Penal Económico por la Universidad de Montevideo. En el ámbito privado trabajó en el bufete de abogados Jiménez de Aréchaga-Sanguinetti y como asesor legal de la empresa Claro.
Comenzó a militar en el Partido Colorado en su juventud, y de cara a las elecciones de 2019 lanzó la lista 114/2000 sin resultar electo diputado. En 2020 fue nombrado Prosecretario Nacional de Turismo de su partido. En 2021, tras la designación de Tabaré Viera como cabeza del ministerio de Turismo, asumió como asesor legal del ministro.
En las elecciones internas de 2024, apoyó la precandidatura de Tabaré Viera, como integrante de la Lista 21 del sector Batllistas.